# چاه عمیق
چاه عمیق یا چاه کامخان روستایی در دهستان پترگان بخش مرکزی شهرستان زیرکوه استان خراسان جنوبی ایران است. بر پایه سرشماری عمومی نفوس و مسکن در سال ۱۳۹۰ جمعیت این روستا ۶۰۲ نفر (در ۱۵۱ خانوار) بوده است.